# Google Play
Google Play, noto anche come Google Play Store (o più semplicemente Play Store) e precedentemente Android Market (o semplicemente Market), è un servizio di distribuzione digitale gestito e sviluppato da Google LLC. Serve come app store ufficiale, per il sistema operativo Android, consentendo agli utenti di navigare e scaricare applicazioni sviluppate con il kit di sviluppo software Android (SDK) e pubblicate tramite Google. Google Play funge anche da negozio di media digitali, offrendo musica, libri, film e programmi televisivi. In precedenza si occupava della vendita di dispositivi Google fino all'introduzione di Google Store e anche di pubblicazioni e riviste prima del rinnovamento di Google News del 15 maggio 2018.
Le applicazioni sono disponibili tramite Google Play gratuitamente o a pagamento. Possono essere scaricate direttamente su un dispositivo Android tramite l'app mobile Play Store o inviando l'applicazione ad un dispositivo dal sito web di Google Play. Le applicazioni che sfruttano le capacità hardware di un dispositivo possono essere indirizzate agli utenti di dispositivi con componenti hardware specifici, come un sensore di movimento (per giochi dipendenti dal movimento) o una fotocamera frontale (per videochiamate online). Nel 2016 il Google Play Store ha registrato oltre 82 miliardi di download di app e ha raggiunto oltre 3,5 milioni di app pubblicate nel 2017. È stato oggetto di molteplici problemi relativi alla sicurezza, in cui software dannosi sono stati approvati e caricati nello store e scaricati dagli utenti, con varie conseguenze gravi.
Google Play è stato lanciato il 6 marzo 2012, riunendo l'Android Market, Google Music e Google eBookstore sotto un unico marchio, segnando un cambiamento nella strategia di distribuzione digitale di Google. I servizi inclusi in Google Play sono Google Play Libri, Google Play Giochi e Google TV. A seguito del loro re-branding, Google ha gradualmente ampliato il supporto geografico per ciascuno dei servizi.

## Contenuto del catalogo

### Applicazioni Android

Disponibilità globale di Google Play

Al 2017, Google Play offre oltre 3,5 milioni di applicazioni Android. Gli utenti di oltre 145 Paesi possono acquistare app, sebbene Google annota sulle proprie pagine di supporto che "I contenuti a pagamento potrebbero non essere disponibili in alcune province o territori, anche se il Paese di riferimento è elencato sopra." Gli sviluppatori in oltre 150 località possono distribuire app su Google Play, anche se non tutte le sedi supportano la registrazione dei commercianti. Per distribuire le app, gli sviluppatori devono pagare una quota di registrazione una tantum di 25 dollari per ottenere un account sviluppatore di Google Play. Gli sviluppatori di app possono controllare in quali paesi è distribuita l'app, nonché i prezzi per l'app e gli acquisti in-app in ogni paese. Gli sviluppatori ricevono il 70% del prezzo di applicazione, mentre il restante 30% va al partner di distribuzione e alle tariffe operative. Gli sviluppatori possono impostare le vendite, con il prezzo originale eliminato e un banner sottostante che informa gli utenti al termine della vendita. Google Play consente agli sviluppatori di pubblicare versioni iniziali di app a un gruppo selezionato di utenti, come test alfa o beta. Gli sviluppatori possono anche pubblicare app attraverso implementazioni graduali, in cui l'aggiornamento raggiunge solo una piccola percentuale degli utenti, che saranno poi aumentati nel tempo. Gli utenti possono preordinare le app selezionate (oltre a film, musica, libri e giochi) per scaricare gli articoli non appena sono disponibili. Alcuni gestori di rete offrono la fatturazione per gli acquisti su Google Play, consentendo agli utenti di optare per addebiti sul credito telefonico anziché sulle carte di credito. Gli utenti possono richiedere rimborsi entro 48 ore se il proprio acquisto non funziona, non soddisfa le aspettative, è stato acquistato per caso o si è cambiata idea sull'acquisto. Le app che soddisfano specifici requisiti di usabilità possono qualificarsi come app Wear OS.

### Giochi
Google Play Giochi è un servizio di giochi online per Android che offre funzionalità di gioco in multigiocatore in tempo reale, salvataggio cloud, classifiche social e pubbliche e risultati. Il servizio è stato presentato al Google I/O 2013 Developer Conference, e l'app mobile standalone è stata lanciata il 24 luglio 2013.

### Musica

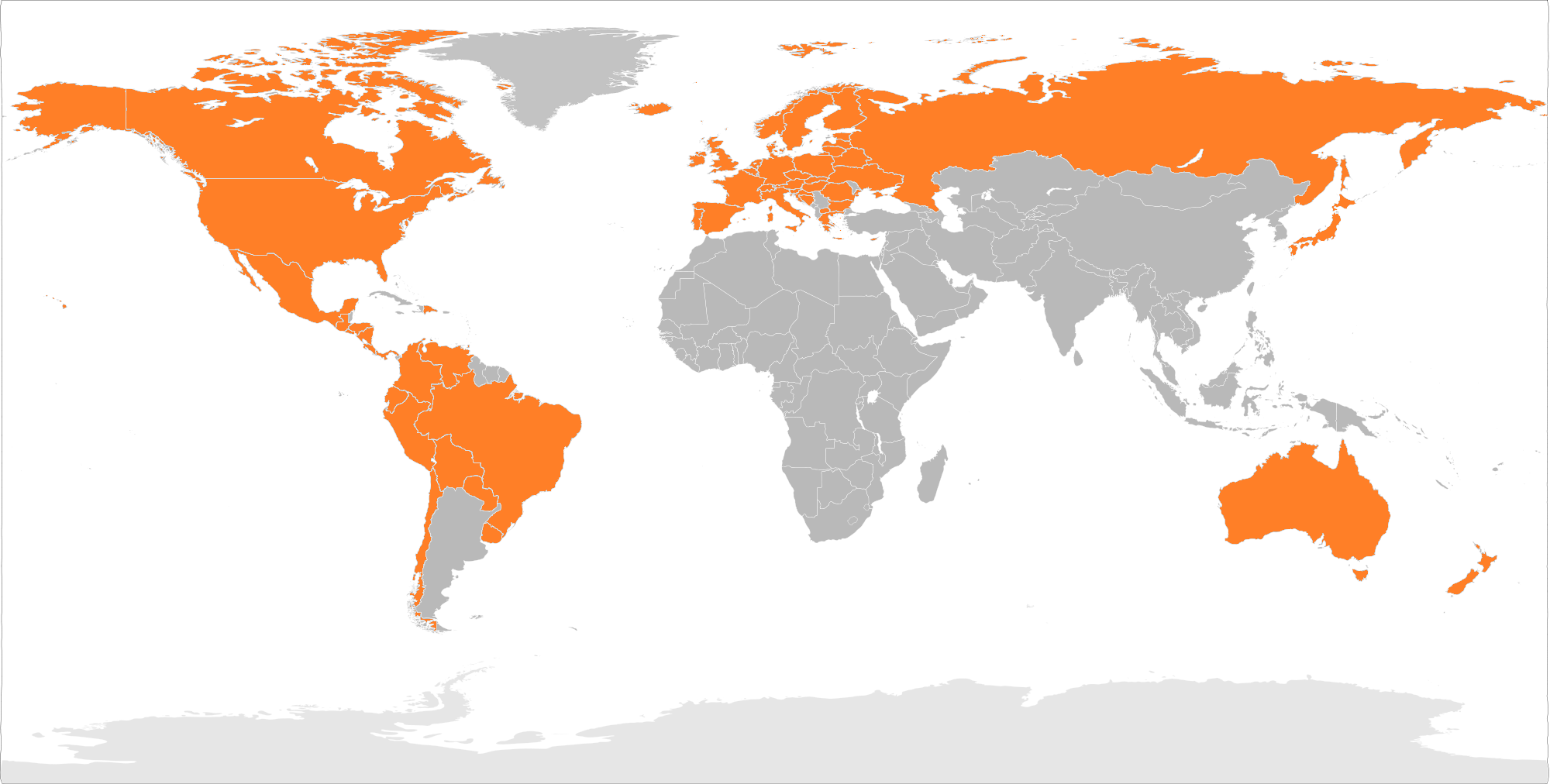
Disponibilità globale di Google Play Music

Google Play Music era un servizio di streaming di musica e podcast online. Conteneva oltre 40 milioni di canzoni e offriva agli utenti una memoria cloud gratuita fino a 50.000 brani.
A partire dal 6 marzo 2012 è stato completamente integrato in Google Play. A maggio 2017, Google Play Music era disponibile in 64 stati.
Il servizio è stato sostituito nel 2020 da YouTube Music.

### Libri
Audiolibri
     Ebook
     Non disponibile

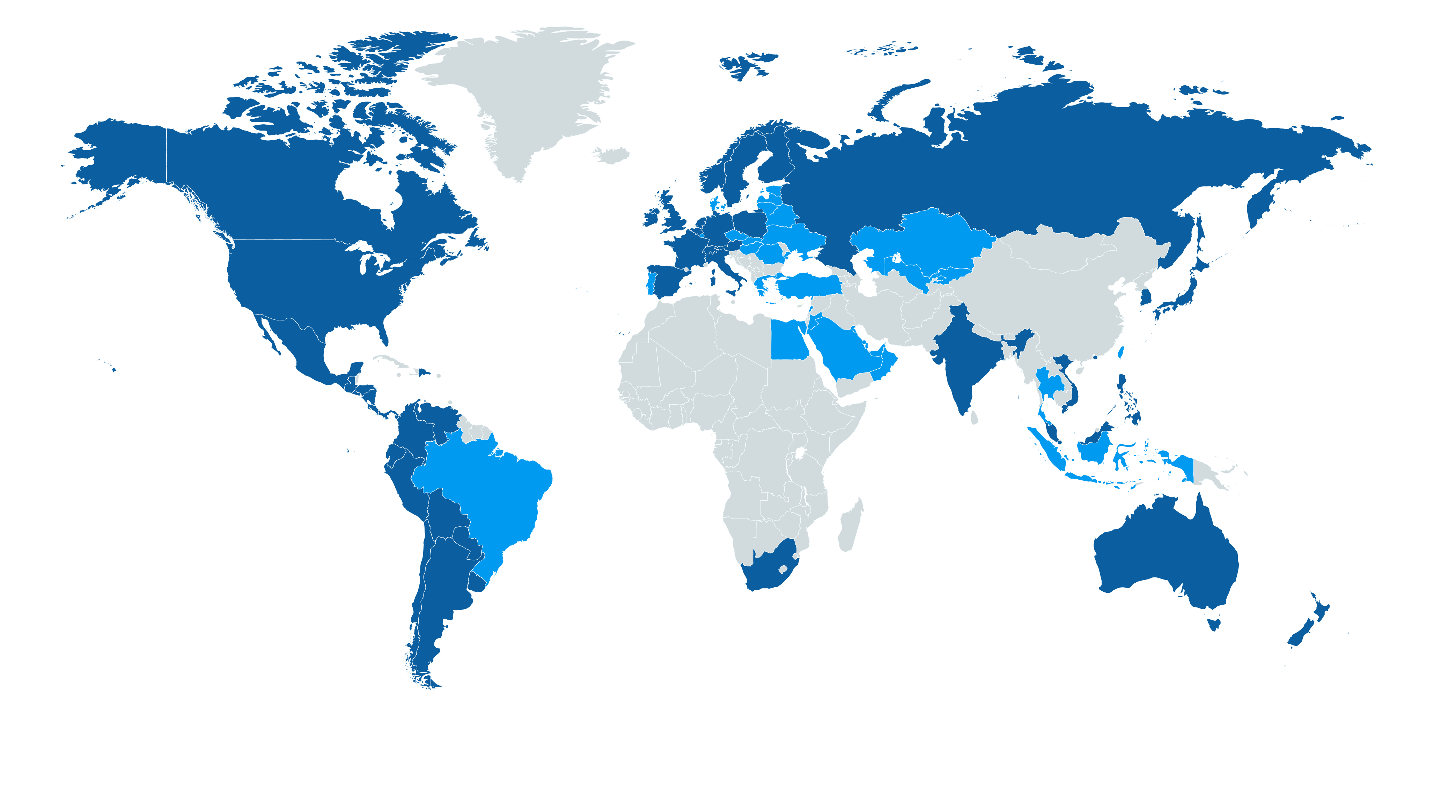
Disponibilità globale di Google Play Libri

Google Play Libri è un servizio di distribuzione digitale di ebook. Google Play offre oltre cinque milioni di ebook disponibili per l'acquisto, e gli utenti possono anche caricare fino a 1.000 dei propri ebook sotto forma di formati di file PDF o EPUB. A gennaio 2017, Google Play Libri è disponibile in 75 paesi. Google Play Libri può essere spesso trovato (o è un mirror) del sito archive.org, liberamente disponibile per i lettori e per il download.
A partire dal 6 marzo 2012 è stato completamente integrato in Google Play.

### Film e show televisivi
Film & TV
     Film
     Non disponibile

Disponibilità globale di Google Play Film

Google TV (in precedenza Google Play Film) è un servizio di video on demand che offre film e programmi televisivi disponibili per l'acquisto o il noleggio, a seconda della disponibilità.
A gennaio 2017, i film sono disponibili in oltre 110 paesi, mentre i programmi TV sono disponibili solo in Australia, Austria, Canada, Francia, Germania, Giappone, Svizzera, Stati Uniti e Regno Unito.

### Edicola
Vendita di riviste e giornali
     Solo gratis
     Non disponibile

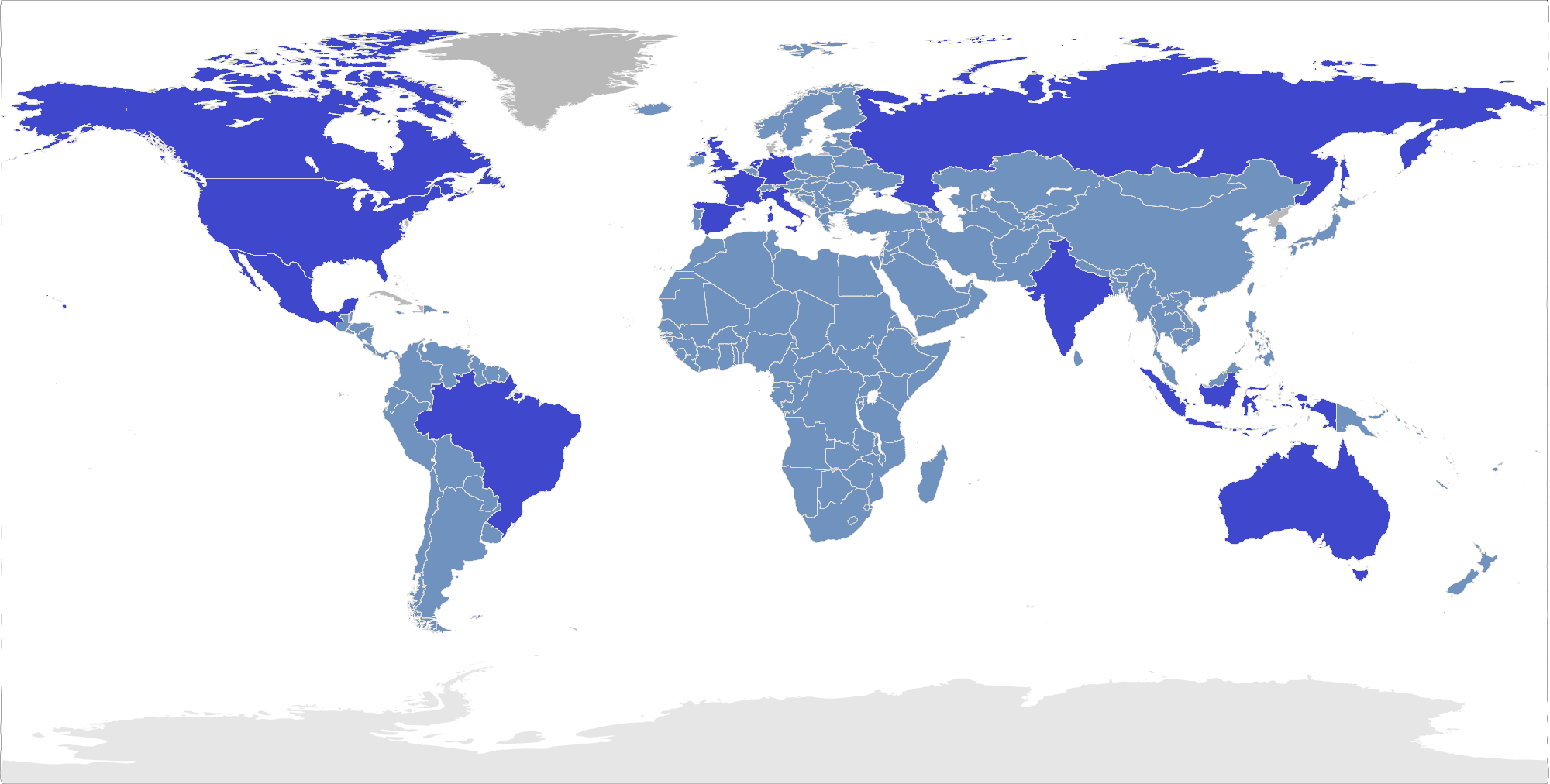
Disponibilità globale di Google Play Edicola

Google Play Edicola era un aggregatore di notizie e un servizio di edicola digitale che offriva abbonamenti a riviste digitali e notizie di attualità.
A gennaio 2017, il servizio di base di Edicola, con notizie aggiornate, è stato disponibile in tutto il mondo. I contenuti a pagamento di Edicola erano disponibili in oltre 35 Paesi.
Il 15 maggio 2018, il servizio è stato integrato in Google News & Weather formando così Google News. La sezione Edicola ha continuato a essere visualizzata sul sito web di Google Play fino al 5 novembre 2018.

### Dispositivi
Prima di marzo 2015, Google Play disponeva di una sezione Dispositivi per consentire agli utenti l'acquisto di dispositivi Google Nexus, Chromebook, Chromecast, altri dispositivi hardware e accessori con marchio Google. L'11 marzo 2015 è stato introdotto un rivenditore di hardware online chiamato Google Store, che ha sostituito la sezione Dispositivi di Google Play.

## Storia

Precedente logo di Google Play, 2012

Google Play si è originato da tre prodotti distinti: Android Market, Google Music e Google eBookstore.
L'Android Market venne annunciato da Google il 28 agosto 2008, e venne reso disponibile agli utenti il 22 ottobre. A dicembre 2010, il filtro dei contenuti venne aggiunto ad Android Market, la pagina dei dettagli di ciascuna app iniziò a mostrare un grafico promozionale nella parte superiore e la dimensione massima di un'app venne aumentata da 25 megabyte a 50 megabyte. Google eBookstore è stato lanciato il 6 dicembre 2010, debuttando con tre milioni di ebook, rendendolo la più grande raccolta di ebook al mondo. Nel novembre 2011 Google ha annunciato Google Music, una sezione del Play Store che offre acquisti di musica. A marzo 2012, Google ha aumentato la dimensione massima consentita di un'app consentendo agli sviluppatori di allegare due file di espansione al download di base di un'app; ogni file di espansione con una dimensione massima di 2 gigabyte, dando agli sviluppatori di app un totale di 4 gigabyte. Sempre a marzo 2012, l'Android Market è stato rebrandizzato come Google Play.
A maggio 2016 è stato annunciato che il Google Play Store, incluse tutte le app Android, sarebbe arrivato su Chrome OS a settembre 2016.
Nell'agosto 2022, per celebrare i 10 anni dall'arrivo di Google Play, è arrivato un nuovo logo in stile moderno e più bidimensionale, con le linee del triangolo più curvate e i colori più scuri.
Con la distribuzione di Android 14 rilasciata nel luglio 2023 è stata introdotta la possibilità di effettuare aggiornamenti in automatico anche da fonti diverse da Google Play Store. Tale apertura è stata sollecitata dagli enti regolatori di vari Paesi di fronte al monopolio commerciale di Google e Apple.

## Interfaccia utente
Oltre alla ricerca di contenuti per nome, le app possono essere ricercate anche attraverso le parole chiave fornite dallo sviluppatore. Durante la ricerca delle app, gli utenti possono premere sui filtri di ricerca suggeriti, aiutandoli a trovare le app corrispondenti ai filtri determinati. Per la rilevabilità delle app, il Play Store è costituito da elenchi con le migliori app in ogni categoria, tra cui "Migliori gratuite", un elenco delle app gratuite più popolari; "Migliori a pagamento", un elenco delle app a pagamento più popolari; "Più redditizie", elenco di app che generano il maggior numero di entrate; "App in evidenza", elenco di app più scaricate; "Top New Free", un elenco delle nuove app gratuite più popolari; "Top New Paid", un elenco delle nuove app a pagamento più popolari; "In evidenza", un elenco di nuove app selezionate dal team di Google Play; "Scelte dello staff", un elenco aggiornato di app selezionate dal team di Google Play; "Scelta degli editori", una lista di app considerate la migliore di sempre; e "Top Developer", un elenco di app realizzate dagli sviluppatori considerati i migliori. A marzo 2017, Google ha aggiunto una sezione "App gratuita della settimana", offrendo gratuitamente un'app di solito a pagamento. Nel mese di luglio 2017, Google ha ampliato la sezione "Scelti degli editori" per presentare elenchi curati di app ritenute idonee a offrire buone esperienze Android all'interno di temi generali, come fitness, videochiamate e giochi di puzzle.
Google Play consente agli utenti di conoscere la popolarità delle app, visualizzando il numero di volte in cui l'app è stata scaricata. Il numero di download è contrassegnato da un badge il cui colore differisce a seconda della cifra: grigio per 100, 500, 1.000 e 5.000 download, blu per 10.000 e 50.000 download, verde per 100.000 e 500.000 download e rosso/arancione per 1 milione, 5 milioni, 10 milioni e 1 miliardo di download.
Gli utenti possono inviare recensioni e valutazioni per app e contenuti digitali distribuiti tramite Google Play, che vengono visualizzati pubblicamente. Le valutazioni si basano su una scala a 5 punti. Gli sviluppatori di app possono rispondere alle recensioni usando Google Play Developer Console.
Nelle impostazioni si trovano, tra gli altri, le opzioni per cancellare la cronologia delle ricerche e per visualizzare la versione installata del Play Store (che, oltre a identificare il numero della versione corrente, facendo tap avvia la ricerca di un eventuale aggiornamento, sebbene Play Store si aggiorni automaticamente quando vi sono nuove versioni).

### Design
Google ha ridisegnato l'interfaccia di Google Play in diverse occasioni. Nel febbraio 2011, Google ha introdotto un'interfaccia del sito web per il cosiddetto Android Market che fornisce l'accesso tramite un computer. Le applicazioni acquistate vengono scaricate e installate su un dispositivo Android da remoto, con una sezione "My Market Account" che consente agli utenti di assegnare ai propri dispositivi un nickname per un facile riconoscimento. Nel maggio 2011, Google ha aggiunto nuovi elenchi di applicazioni ad Android Market, tra cui "Top Paid", "Top Free", "Editor's Choice", "Top Grossing", "Top Developers", e "Trending". A luglio, Google ha introdotto un'interfaccia focalizzata sui contenuti in primo piano, più filtri di ricerca e (negli Stati Uniti) vendite di libri e noleggi di film. Nel maggio 2013, una riprogettazione dell'interfaccia del sito web è stata adattata all'app Android recentemente ridisegnata. A luglio 2014, l'app Play Store per Android ha aggiunto nuove intestazioni alle sezioni Libri/Film, una nuova schermata Informazioni aggiuntive che offre un elenco con la versione più recente disponibile dell'app, le dimensioni installate e la classificazione dei contenuti e ha semplificato il prompt delle autorizzazioni delle app in categorie generali. Pochi giorni dopo, l'interfaccia è stata riprogettata secondo le linee guida del linguaggio di design Material Design e l'app è stata nuovamente aggiornata ad ottobre 2015 con nuove animazioni e nuove sezioni, nonché l'aggiunta del supporto per le lingue che si leggono da destra verso sinistra. Ad aprile 2016, Google ha annunciato un ridisegno delle icone utilizzate per tutte le app della suite Play, con l'intento di voler adottare uno stile coerente; a maggio 2017, quindi ha debuttato una nuova icona per lo store, la medesima utilizzata per il servizio Google Play, mentre le altre app hanno adottato nuove icone basate sulla suddetta. A marzo 2018, Google ha sperimentato il cambio del formato degli screenshot utilizzati per le pagine delle app dal formato .webp a .png, ma ha deciso di abbandonare la modifica dopo aver riscontrato un caricamento più lento delle immagini. L'aggiornamento ha visto piccole modifiche anche all'interfaccia utente nel sito web, con la sezione Recensioni che si apre in una finestra dedicata e con immagini più grandi nel visualizzatore lightbox.

## Monetizzazione dell'app
Google afferma nel proprio Centro norme per gli sviluppatori che "Google Play supporta una varietà di strategie di monetizzazione a vantaggio di sviluppatori e utenti, tra cui distribuzione a pagamento, prodotti in-app, abbonamenti e modelli basati su annunci" e richiede agli sviluppatori di conformarsi alle politiche in per "garantire la migliore esperienza utente". È necessario che gli sviluppatori che caricano app e download tramite Google Play devono utilizzare il sistema di pagamento di Google Play. Gli acquisti in-app che sbloccano le funzionalità aggiuntive dell'app devono anche utilizzare il sistema di pagamento di Google Play, tranne nei casi in cui l'acquisto "è esclusivamente per prodotti fisici" o "è per contenuti digitali che possono essere consumati al di fuori dell'applicazione stessa (ad es. essere riprodotto su altri lettori musicali)." Il supporto per le applicazioni a pagamento è stato introdotto il 13 febbraio 2009 per gli sviluppatori negli Stati Uniti e nel Regno Unito, con il supporto esteso ad altri 29 paesi il 30 settembre 2010. Il sistema di fatturazione in-app è stato originariamente introdotto nel marzo 2011. Tutti gli sviluppatori di Google Play devono includere un indirizzo fisico nella pagina dell'app in Google Play, requisito stabilito a settembre 2014.
Nel febbraio 2017, Google ha annunciato che avrebbe consentito agli sviluppatori di impostare le vendite per le proprie app, con il prezzo originale eliminato e un banner sottostante che informava gli utenti al termine della vendita. Google ha anche annunciato di aver apportato modifiche ai suoi algoritmi per promuovere giochi basati sul coinvolgimento degli utenti e non solo sui download. Infine, ha annunciato nuove pagine editoriali per ciò che considera "esperienze di gioco ottimali su Android", promuovendo ulteriormente e curando i giochi.

### Metodi di pagamento
Google consente agli utenti di acquistare contenuti con carte di credito o di debito, fatturazione con l'operatore, carte regalo o tramite PayPal. Google ha iniziato a implementare la fatturazione con l'operatore per gli acquisti a maggio 2012, seguito dal supporto per PayPal a maggio 2014.

#### Carte regalo

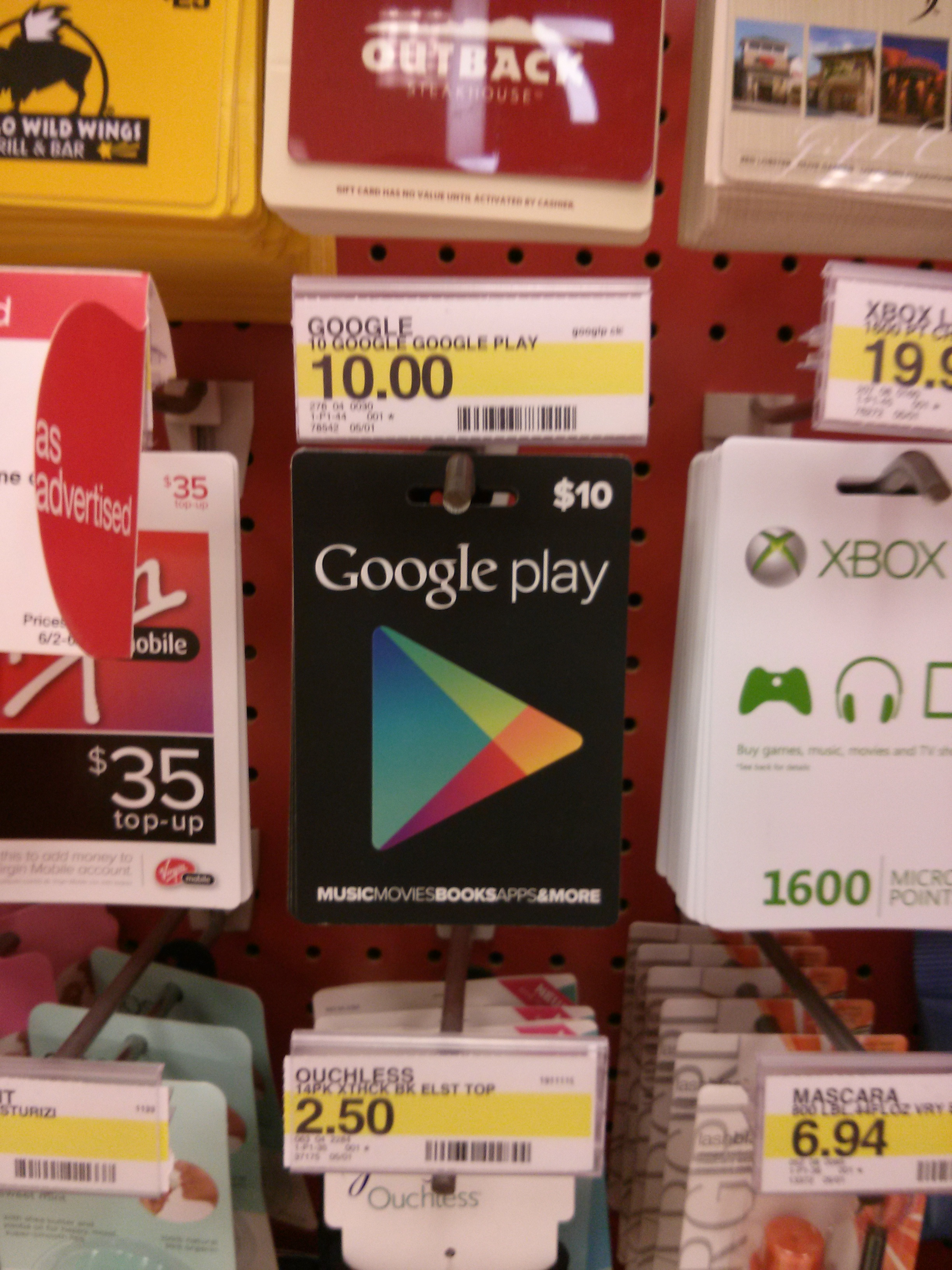
Buoni regalo in un negozio Target negli Stati Uniti

Le voci relative alle carte regalo di Google Play hanno iniziato a circolare online nell'agosto 2012 dopo che i riferimenti ad esso sono stati scoperti da Android Police nell'aggiornamento della versione 3.8.15 dell'app Play Store per Android. Poco dopo, le immagini delle carte regalo hanno iniziato a trapelare in rete, e il 21 agosto 2012 sono state ufficializzate da Google e lanciate nelle settimane seguenti.
Le carte regalo Google Play sono attualmente disponibili in Australia, Austria, Belgio, Brasile, Canada, Danimarca, Finlandia, Francia, Germania, Grecia, Hong Kong, India, Indonesia, Irlanda, Italia, Giappone, Malesia, Messico, Paesi Bassi, Nuova Zelanda, Norvegia, Polonia, Portogallo, Arabia Saudita, Singapore, Sud Africa, Corea del Sud, Spagna, Svezia, Svizzera, Tailandia, Turchia, Regno Unito e Stati Uniti.

### Abbonamenti
Google ha introdotto gli abbonamenti in-app a Google Play a maggio 2012. A giugno 2016, alcune fonti hanno riferito che Google ha annunciato che gli abbonamenti fatturati tramite Google Play ora dividono le entrate a 85/15, in cui gli sviluppatori ricevono l'85% delle entrate e Google ne prende solo il 15%, un cambiamento rispetto alla tradizionale suddivisione 70/30 degli anni precedenti. La mossa ha seguito la modifica annunciata da Apple dello stesso modello, anche se i commentatori hanno rapidamente precisato che, mentre Apple concede la quota di compartecipazione alle entrate 85/15 dopo un anno di abbonamenti attivi, la modifica dell'abbonamento di Google avesse effetto immediato. A partire dal 1º gennaio 2018, la commissione di transazione per i prodotti in abbonamento è scesa al 15% per gli sviluppatori di abbonati che hanno retribuito per 12 mesi. Quindi, a differenza delle fonti che segnalavano, Google utilizza lo stesso modello di Apple con gli abbonamenti in-app dell'App Store.

## Play Store su Android

Badge Disponibile su Google Play

Play Store è l'app store preinstallato ufficiale di Google su dispositivi con certificazione Android. Fornisce l'accesso ai contenuti sul Google Play Store, incluse app, libri, riviste, musica, film e programmi televisivi.
Play Store filtra l'elenco di app a quelle compatibili con il dispositivo dell'utente. Gli sviluppatori possono scegliere come target componenti hardware specifici (come la bussola), componenti software (come i widget) e versioni di Android (come ad esempio 7.0 Nougat). Gli operatori possono anche vietare l'installazione di determinate app sui dispositivi degli utenti, ad esempio le applicazioni di tethering.
Non è necessario che le applicazioni Android vengano acquisite utilizzando il Play Store. Gli utenti possono scaricare le applicazioni Android dal sito web di uno sviluppatore o tramite un'alternativa di app store di terze parti. Le applicazioni Play Store sono file APK (Android Package) autonomi, simili ai file .exe per installare programmi su computer Microsoft Windows. Sui dispositivi Android, una funzione "Sorgenti sconosciute" in Impostazioni consente agli utenti di ignorare il Play Store e installare APK da altre fonti. A seconda delle preferenze dello sviluppatore, alcune app possono essere installate sulla scheda di memoria esterna del telefono.
Gli utenti Android si sono lamentati del fatto che l'accesso a Google Play Store non può essere bloccato e che esiste un costante scambio di dati con il cloud di Google. Vengono utilizzate anche preziose risorse CPU, rallentando il sistema Android.

### Cronologia delle installazioni
L'app Play Store presenta una cronologia di tutte le app installate. Gli utenti possono rimuovere le app dall'elenco, con le modifiche anche sincronizzate all'interfaccia del sito web di Google Play, dove non esiste l'opzione per rimuovere app dalla cronologia.

### Compatibilità
Google pubblica il codice sorgente per Android tramite il suo progetto open source Android, consentendo agli appassionati e agli sviluppatori di programmare e distribuire le proprie versioni modificate del sistema operativo. Tuttavia, non tutte queste versioni modificate sono compatibili con le app sviluppate per le versioni Android ufficiali di Google. Il Programma di compatibilità Android serve a "definire un'implementazione di base di Android compatibile con app di terze parti scritte dagli sviluppatori". Solo i dispositivi Android che soddisfano i requisiti di compatibilità di Google possono installare e accedere all'applicazione Play Store di Google. Come affermato in una pagina di aiuto per il progetto Open Source Android, i dispositivi compatibili con Android possono partecipare all'ecosistema Android, incluso Android Market, mentre quelli dispositivi che non soddisfano i requisiti di compatibilità esistono al di fuori di tale ecosistema. Il Programma di compatibilità Android è il modo in cui si distinguono i dispositivi compatibili con Android dai dispositivi che eseguono semplicemente derivati del codice sorgente. Vengono comunque accolti con favore tutti gli utilizzi del codice sorgente Android, ma solo i dispositivi compatibili Android, come definito e testato dal programma di compatibilità Android, possono usufruire dei servizi dell'ecosistema Android.
Alcuni produttori di dispositivi scelgono di utilizzare il proprio store al posto del Play Store o in aggiunta al medesimo. Gli esempi includono Amazon che opta per Amazon Appstore invece di Google Play sui suoi tablet PC Kindle Fire, e Samsung aggiunge il Galaxy Store per la sua linea di smartphone e tablet Samsung Galaxy.

## Google Play Services
Nel 2012, Google ha iniziato a disaccoppiare alcuni aspetti del suo sistema operativo Android (in particolare le sue applicazioni principali) in modo che potessero essere aggiornati attraverso il Google Play Store indipendentemente dal sistema operativo. Uno di questi componenti, Google Play Services, è un processo a livello di sistema a codice chiuso che fornisce API per i servizi Google, installato automaticamente su quasi tutti i dispositivi con Android 2.2 Froyo e versioni successive. Con queste modifiche, Google può aggiungere nuove funzionalità di sistema tramite Play Services e aggiornare le app senza dover distribuire un aggiornamento al sistema operativo stesso. Di conseguenza, Android 4.2 e 4.3 Jelly Bean conteneva relativamente meno cambiamenti rivolti all'utente, concentrandosi maggiormente su modifiche minori e miglioramenti della piattaforma.

## Storia della crescita delle app
| Anno | Mese      | Applicazioni disponibili | Scaricamenti |
| ---- | --------- | ------------------------ | ------------ |
| 2009 | marzo     | 2.300                    |              |
| 2009 | dicembre  | 16.000                   |              |
| 2010 | marzo     | 30.000                   |              |
| 2010 | aprile    | 38.000                   |              |
| 2010 | luglio    | 70.000                   |              |
| 2010 | settembre | 80.000                   |              |
| 2010 | ottobre   | 100.000                  |              |
| 2011 | aprile    |                          | 3 miliardi   |
| 2011 | maggio    | 200.000                  | 4.5 miliardi |
| 2011 | luglio    | 250.000                  | 6 miliardi   |
| 2011 | ottobre   | 500.000                  |              |
| 2011 | dicembre  |                          | 10 miliardi  |
| 2012 | aprile    |                          | 15 miliardi  |
| 2012 | giugno    | 600.000                  | 20 miliardi  |
| 2012 | settembre | 675.000                  | 25 miliardi  |
| 2012 | ottobre   | 700.000                  |              |
| 2013 | maggio    |                          | 48 miliardi  |
| 2013 | luglio    | 1 milione                | 50 miliardi  |
| 2016 |           |                          | 82 miliardi  |
| 2017 | febbraio  | 2.7 milioni              |              |
| 2018 | ---       | ---                      | ---          |
| 2019 | ---       | ---                      | ---          |
| 2020 | ---       | ---                      | ---          |
| 2021 | ---       | ---                      | ---          |

## Google Play Awards ed elenchi annuali
Ad aprile 2016, Google ha annunciato i Google Play Awards, descritti come "un modo per riconoscere la nostra incredibile community di sviluppatori e mettere in evidenza alcune delle migliori app e giochi". I premi mostrano cinque candidati in dieci categorie di premi e le app sono presenti in una sezione dedicata di Google Play. Google ha dichiarato che "i nominati sono stati selezionati da un gruppo di esperti del team di Google Play in base a criteri che enfatizzano la qualità delle app, l'innovazione e il lancio o un aggiornamento importante negli ultimi 12 mesi", con i vincitori annunciati a maggio.
Google ha anche pubblicato in precedenza elenchi annuali di app che riteneva il "migliore" su Google Play.
Il 6 marzo 2017, cinque anni dopo il lancio di Google Play, Google ha pubblicato gli elenchi delle app, giochi, film, musica e libri più venduti negli ultimi cinque anni.
A giugno 2017, Google ha introdotto "Android Excellence", un nuovo programma editoriale per evidenziare le app ritenute di altissima qualità dagli editor di Google Play.

## Approvazione dell'applicazione
Google impone alcune restrizioni sui tipi di app che possono essere pubblicate, in particolare non consentendo contenuti sessualmente espliciti, minacce per minori, violenza, bullismo e molestie, incitamento all'odio, gioco d'azzardo, attività illegali e che richiedono precauzioni per i contenuti generati dagli utenti.
Nel marzo 2015, Google ha rivelato che negli ultimi mesi era stato iniziato a utilizzare una combinazione di strumenti automatici e revisori umani per controllare le app per malware e violazioni dei termini di servizio prima che fossero pubblicate nel Play Store. Allo stesso tempo, ha iniziato a sviluppare un nuovo sistema di classificazione basato sull'età per app e giochi, basato sull'autorità di rating ufficiale di una determinata regione (ad esempio, ESRB negli Stati Uniti).
A ottobre 2016, Google ha annunciato un nuovo sistema di rilevamento e filtraggio progettato per fornire "ulteriori miglioramenti per proteggere l'integrità del negozio". Il nuovo sistema ha lo scopo di rilevare e filtrare i casi in cui gli sviluppatori hanno tentato di "manipolare il posizionamento delle loro app con mezzi illegittimi come installazioni fraudolente, recensioni false e valutazioni incentivate".

### Applicazioni vietate
Alcuni gestori di telefonia mobile possono impedire agli utenti di installare determinate app. Nel marzo 2009, sono emerse segnalazioni secondo cui diverse app di tethering sono state bandite dal negozio. Tuttavia, le app sono state successivamente ripristinate, con un nuovo divieto che impedisce solo agli abbonati T-Mobile di scaricare le app. Google rilasciò una dichiarazione:
Nell'aprile 2011, Google ha rimosso l'app Grooveshark  dallo store a causa di violazioni delle norme non specificate. CNET ha notato che la rimozione è avvenuta "dopo che alcune delle migliori etichette discografiche hanno accusato il servizio di violazione della legge sul copyright". TechCrunch ha scritto circa due settimane dopo che Grooveshark era tornato su Android, "anche se non attraverso l'App Market ufficiale", ma piuttosto "giocando sulla capacità di Android di installare applicazioni di terze parti attraverso il browser, Grooveshark si è assunto la responsabilità di distribuire l'applicazione da solo".
Nel maggio 2011, Google ha bandito l'account dello sviluppatore di numerosi emulatori di videogiochi. Né Google né lo sviluppatore hanno rivelato pubblicamente il motivo del divieto.
A marzo 2013, Google ha iniziato a ritirare le app di blocco degli annunci dal Play Store, secondo la sezione 4.4 dell'accordo degli sviluppatori, che proibisce le app che interferiscono con server e servizi.
Le app che si escludono dalle politiche di gestione dell'alimentazione introdotte su Android Marshmallow senza essere "influenzate negativamente" da loro, sono vietate.
A luglio del 2018, Google ha bandito altre categorie di app, incluse quelle che eseguono mining di criptovaluta sul dispositivo, app che "facilitano la vendita di esplosivi, armi da fuoco, munizioni o alcuni accessori per armi da fuoco", sono usate solo per presentare annunci pubblicitari, contenere contenuti per adulti ma sono rivolti ai bambini, "più app con contenuti e esperienza utente molto simili" e "app create da uno strumento automatizzato, un servizio guidato o basate su modelli e inviate a Google Play dall'operatore di quel servizio per conto di altre persone."

## Sicurezza delle applicazioni
Nel febbraio 2012, Google ha introdotto un nuovo sistema antivirus automatizzato, chiamato Google Bouncer, per eseguire la scansione di applicazioni nuove e esistenti per malware (per esempio spyware o trojan horse). Nel 2017, la funzione Bouncer e altre misure di sicurezza all'interno della piattaforma Android sono state ridenominate con il nome ombrello Google Play Protect, un sistema che esegue regolarmente la scansione delle app per le minacce.
Le app Android possono richiedere o richiedere determinate autorizzazioni sul dispositivo, incluso l'accesso a sensori del corpo, calendario, fotocamera, contatti, posizione, microfono, telefono, SMS e spazio di archiviazione.
Nel mese di luglio 2017, Google ha descritto un nuovo sforzo di sicurezza denominato "peer grouping", in cui le app che eseguono funzionalità simili, come le app della calcolatrice, sono raggruppate e gli attributi confrontati. Se un'app si distingue, come la richiesta di più autorizzazioni per i dispositivi rispetto ad altre nello stesso gruppo, i sistemi di Google segnalano automaticamente l'app e gli ingegneri della sicurezza eseguono un'analisi più approfondita. Il raggruppamento peer si basa su descrizioni di app, metadati e statistiche come il conteggio dei download.

### Problemi di sicurezza
All'inizio di marzo 2011, DroidDream, un trojan rootkit exploit, è stato rilasciato sul cosiddetto Android Market sotto forma di diverse applicazioni gratuite che erano, in molti casi, versioni pirata di app prezzate esistenti. Questo exploit consentiva agli hacker di rubare informazioni come numeri IMEI e IMSI, modello di telefono, ID utente e fornitore di servizi. L'exploit ha anche installato una backdoor che ha permesso agli hacker di scaricare più codice sul dispositivo infetto. L'exploit ha interessato solo i dispositivi con versioni Android precedenti alla 2.3 "Gingerbread". Google ha rimosso le app dal Market subito dopo essere stata avvisata, ma le app erano già state scaricate più di 50.000 volte, secondo la stima della polizia Android. Android Police ha scritto che l'unico metodo per rimuovere l'exploit da un dispositivo infetto era quello di riportarlo allo stato di fabbrica, sebbene siano state create soluzioni sviluppate dalla comunità per bloccare alcuni aspetti dell'exploit. Alcuni giorni dopo, Google ha confermato che 58 app maligne sono state caricate su Android Market e sono state scaricate su 260.000 dispositivi prima di essere rimosse dallo store. Google ha inviato per email agli utenti interessati informazioni che "Per quanto possiamo determinare, le uniche informazioni ottenute erano specifiche del dispositivo (IMEI / IMSI, codici univoci utilizzati per identificare i dispositivi mobili e la versione di Android in esecuzione sul dispositivo)" come contrario ai dati personali e alle informazioni sull'account. Ha anche annunciato una nuova funzionalità di "kill remoto", insieme a un aggiornamento per la sicurezza, che consente a Google di rimuovere remotamente le app dannose dai dispositivi degli utenti. Tuttavia, alcuni giorni dopo, su Internet è stata trovata una versione dannosa dell'aggiornamento della sicurezza, sebbene non contenesse il malware specifico di DroidDream. Le nuove app con malware, ribattezzato DroidDream Light, sono emerse il giugno successivo e sono state rimosse dal negozio.
Alla conferenza sulla sicurezza di Black Hat nel 2012, la società di sicurezza Trustwave ha dimostrato la sua capacità di caricare un'app che aggirerebbe il sistema di blocco di Bouncer. L'applicazione utilizzava un exploit JavaScript per sottrarre contatti, messaggi SMS e foto ed era anche in grado di far aprire al telefono pagine Web arbitrarie o lanciare attacchi denial-of-service. Nicholas Percoco, vice presidente senior del team di sicurezza avanzato di Trustwave SpiderLabs, ha dichiarato che "Volevamo testare i limiti di ciò che è in grado di fare". L'app è rimasta su Google Play per più di due settimane, essendo stata scansionata ripetutamente dal sistema Bouncer senza rilevamento, e Percoco ha aggiunto che "Come attacco, tutto ciò che un utente malintenzionato deve fare per entrare in Google Play è bypassare Bouncer". Trustwave ha contattato Google per condividere i risultati, ma ha osservato che potrebbero essere necessari ulteriori test manuali delle app per rilevare le app utilizzando tecniche di mascheramento del malware.
Secondo uno o di ricerca del 2014 pubblicato da RiskIQ, una società di servizi di sicurezza, le app dannose introdotte tramite Google Play sono aumentate del 388% tra il 2011 e il 2013, mentre il numero di app rimosse da Google è passato dal 60% nel 2011 al 23% nel 2013. Lo studio ha rivelato inoltre che "Le app per personalizzare i telefoni Android hanno portato tutte le categorie a essere più dannose". Secondo PC World, "Google ha detto che avrebbe bisogno di più informazioni sull'analisi di RiskIQ per commentare i risultati."
Nell'ottobre 2016, Engadget ha riferito di un post sul blog intitolato "Memorizzazione password in app sensibili" dall'hacker freelance Android Jon Sawyer, che ha deciso di testare le migliori app sulla privacy su Google Play. Testando due applicazioni, una denominata "Nascondi immagini Keep Safe Vault" e l'altra denominata "Private Photo Vault", Sawyer ha riscontrato errori significativi nella gestione delle password in entrambi e ha commentato: "Queste aziende vendono prodotti che affermano di archiviare in modo sicuro i tuoi contenuti più intimi pezzi di dati, ma sono al massimo olio di serpente. Avresti una protezione quasi uguale cambiando semplicemente l'estensione del file e rinominando le foto."
Nell'aprile 2017, la società di sicurezza Check Point ha annunciato che un malware denominato "FalseGuide" era stato nascosto all'interno di circa 40 app "game guide" in Google Play. Il malware è in grado di ottenere l'accesso come amministratore ai dispositivi infetti, dove riceve quindi moduli aggiuntivi che gli consentono di mostrare annunci popup. Il malware, un tipo di botnet, è anche in grado di lanciare attacchi DDoS. Dopo essere stato avvisato del malware, Google ha rimosso tutte le sue istanze nello store, ma a quel tempo, circa due milioni di utenti Android avevano già scaricato le app, la più vecchia delle quali era in circolazione da novembre 2016.
Nel giugno 2017, i ricercatori della società di sicurezza Sophos hanno annunciato di aver trovato 47 app utilizzando una libreria di sviluppo di terze parti che mostra pubblicità intrusive sui telefoni degli utenti. Anche dopo che tali app vengono chiuse forzatamente dall'utente, la pubblicità rimane. Google ha rimosso alcune app dopo aver ricevuto i report da Sophos, ma alcune app sono rimaste. Alla richiesta di commenti, Google non ha risposto. Ad agosto 2017, 500 applicazioni sono state rimosse da Google Play dopo che la società di sicurezza Lookout ha scoperto che le app contenevano un SDK che consentiva la pubblicità dannosa. Le app sono state scaricate collettivamente oltre 100 milioni di volte e consistevano in un'ampia varietà di casi d'uso, tra cui salute, meteo, fotoritocco, radio Internet ed emoji.
In tutto il 2017, oltre 700.000 app sono state bandite da Google Play a causa di contenuti offensivi; questo è un aumento del 70% rispetto al numero di app bandite nel 2016.

## Problemi di brevetto
Alcuni sviluppatori che pubblicano su Google Play sono stati citati in giudizio per violazione di brevetto da "troll di brevetto", persone che possiedono brevetti generici o vagamente formulati che usano per indirizzare i piccoli sviluppatori. Se lo sviluppatore riesce a contestare con successo l'asserzione iniziale, il "brevetto troll" modifica la rivendicazione della violazione al fine di accusare lo sviluppatore di aver violato una diversa asserzione nel brevetto. Questa situazione continua fino a quando il caso non entra nel sistema legale, che può avere notevoli costi economici, spingendo alcuni sviluppatori a accordarsi con l'accusatore. Nel febbraio 2013 Austin Meyer, uno sviluppatore di giochi di simulazione di volo, è stato denunciato per aver utilizzato un sistema di protezione dalla copia nella sua app, un sistema che ha detto "Google ci ha dato! E, naturalmente, questo è ciò che Google offre a tutti gli altri questo è un gioco per Android! " Meyer ha affermato che Google non avrebbe assistito nella causa e ha dichiarato che non avrebbe risolto il caso. La sua battaglia con il troll è continuata per diversi anni, caricando un video nel giugno 2016 discutendo che sarebbe stato citato in giudizio per aver caricato la sua app su Google Play, perché "il troll del brevetto apparentemente possiede l'idea del Google Play Store stesso". Android Authority ha scritto che "Questo scenario si è scontrato con molti altri sviluppatori di app per molti anni" e hanno spinto a discutere su "un problema più grande in gioco", in cui gli sviluppatori smettono di creare app per paura di problemi di brevetto.

## Disponibilità
Gli utenti al di fuori dei Paesi/regioni elencati di seguito hanno accesso solo ad app e giochi gratuiti tramite Google Play.
| Paese/regione             | App e giochi a pagamento     | App e giochi a pagamento         | Dispositivi | Riviste | Libri | Film e TV | Film e TV       | Musica   | Musica           |
| Paese/regione             | I clienti possono acquistare | Gli sviluppatori possono vendere | Dispositivi | Riviste | Libri | Film      | Show televisivi | Standard | Accesso completo |
| ------------------------- | ---------------------------- | -------------------------------- | ----------- | ------- | ----- | --------- | --------------- | -------- | ---------------- |
| Albania                   | Sì                           | Sì                               | No          | No      | No    | Sì        | No              | No       | No               |
| Algeria                   | Sì                           | Sì                               | No          | No      | No    | No        | No              | No       | No               |
| Angola                    | Sì                           | No                               | No          | No      | No    | Sì        | No              | No       | No               |
| Antigua e Barbuda         | Sì                           | No                               | No          | No      | No    | Sì        | No              | No       | No               |
| Argentina                 | Sì                           | Sì                               | No          | Sì      | Sì    | Sì        | No              | Sì       | Sì               |
| Armenia                   | Sì                           | Sì                               | No          | No      | No    | Sì        | No              | No       | No               |
| Aruba                     | Sì                           | No                               | No          | No      | No    | Sì        | No              | No       | No               |
| Australia                 | Sì                           | Sì                               | Sì          | Sì      | Sì    | Sì        | Sì              | Sì       | Sì               |
| Austria                   | Sì                           | Sì                               | Sì          | Sì      | Sì    | Sì        | Sì              | Sì       | Sì               |
| Azerbaigian               | Sì                           | Sì                               | No          | No      | No    | Sì        | No              | No       | No               |
| Bahamas                   | Sì                           | Sì                               | No          | No      | No    | No        | No              | No       | No               |
| Bahrein                   | Sì                           | Sì                               | No          | Sì      | Sì    | Sì        | No              | No       | No               |
| Bangladesh                | Sì                           | Sì                               | No          | No      | No    | No        | No              | No       | No               |
| Bielorussia               | Sì                           | Sì                               | No          | No      | Sì    | Sì        | No              | Sì       | Sì               |
| Belgio                    | Sì                           | Sì                               | Sì          | Sì      | Sì    | Sì        | No              | Sì       | Sì               |
| Belize                    | Sì                           | Sì                               | No          | No      | No    | Sì        | No              | No       | No               |
| Benin                     | Sì                           | No                               | No          | No      | No    | Sì        | No              | No       | No               |
| Bermuda                   | Sì                           | No                               | No          | No      | No    | No        | No              | No       | No               |
| Bolivia                   | Sì                           | Sì                               | No          | No      | Sì    | Sì        | No              | Sì       | Sì               |
| Bosnia ed Erzegovina      | Sì                           | No                               | No          | No      | No    | Sì        | No              | Sì       | Sì               |
| Botswana                  | Sì                           | No                               | No          | No      | No    | Sì        | No              | No       | No               |
| Brasile                   | Sì                           | Sì                               | Sì          | Sì      | Sì    | Sì        | No              | Sì       | Sì               |
| Isole Vergini Britanniche | Sì                           | No                               | No          | No      | No    | No        | No              | No       | No               |
| Bulgaria                  | Sì                           | Sì                               | No          | No      | No    | No        | No              | Sì       | Sì               |
| Burkina Faso              | Sì                           | No                               | No          | No      | No    | Sì        | No              | No       | No               |
| Cambogia                  | Sì                           | Sì                               | No          | No      | No    | Sì        | No              | No       | No               |
| Camerun                   | Sì                           | No                               | No          | No      | No    | No        | No              | No       | No               |
| Canada                    | Sì                           | Sì                               | Sì          | Sì      | Sì    | Sì        | Sì              | Sì       | Sì               |
| Capo Verde                | Sì                           | No                               | No          | No      | No    | Sì        | No              | No       | No               |
| Isole Cayman              | Sì                           | No                               | No          | No      | No    | No        | No              | No       | No               |
| Cile                      | Sì                           | Sì                               | No          | Sì      | Sì    | Sì        | No              | Sì       | Sì               |
| Cina                      | No                           | Sì                               | No          | No      | No    | No        | No              | No       | No               |
| Colombia                  | Sì                           | Sì                               | No          | Sì      | Sì    | Sì        | No              | Sì       | Sì               |
| Costa Rica                | Sì                           | Sì                               | No          | No      | Sì    | Sì        | No              | Sì       | Sì               |
| Croazia                   | Sì                           | No                               | No          | No      | No    | Sì        | No              | Sì       | Sì               |
| Cipro                     | Sì                           | Sì                               | No          | No      | No    | Sì        | No              | Sì       | Sì               |
| Rep. Ceca                 | Sì                           | Sì                               | No          | No      | Sì    | Sì        | No              | Sì       | Sì               |
| Danimarca                 | Sì                           | Sì                               | Sì          | No      | Sì    | Sì        | No              | Sì       | Sì               |
| Rep. Dominicana           | Sì                           | Sì                               | No          | No      | Sì    | Sì        | No              | Sì       | Sì               |
| Ecuador                   | Sì                           | Sì                               | No          | No      | Sì    | Sì        | No              | Sì       | Sì               |
| Egitto                    | Sì                           | Sì                               | No          | Sì      | Sì    | Sì        | No              | No       | No               |
| El Salvador               | Sì                           | No                               | No          | No      | Sì    | Sì        | No              | Sì       | Sì               |
| Estonia                   | Sì                           | Sì                               | No          | No      | Sì    | Sì        | No              | Sì       | Sì               |
| Figi                      | Sì                           | Sì                               | No          | No      | No    | Sì        | No              | No       | No               |
| Finlandia                 | Sì                           | Sì                               | Sì          | No      | Sì    | Sì        | No              | Sì       | Sì               |
| Francia                   | Sì                           | Sì                               | Sì          | Sì      | Sì    | Sì        | Sì              | Sì       | Sì               |
| Gabon                     | Sì                           | No                               | No          | No      | No    | Sì        | No              | No       | No               |
| Georgia                   | Sì                           | No                               | No          | No      | No    | No        | No              | No       | No               |
| Germania                  | Sì                           | Sì                               | Sì          | Sì      | Sì    | Sì        | Sì              | Sì       | Sì               |
| Ghana                     | Sì                           | Sì                               | No          | No      | No    | No        | No              | No       | No               |
| Grecia                    | Sì                           | Sì                               | No          | No      | Sì    | Sì        | No              | Sì       | Sì               |
| Guatemala                 | Sì                           | Sì                               | No          | No      | Sì    | Sì        | No              | Sì       | Sì               |
| Guinea-Bissau             | Sì                           | No                               | No          | No      | No    | No        | No              | No       | No               |
| Haiti                     | Sì                           | Sì                               | No          | No      | No    | Sì        | No              | No       | No               |
| Honduras                  | Sì                           | Sì                               | No          | No      | Sì    | Sì        | No              | Sì       | Sì               |
| Hong Kong                 | Sì                           | Sì                               | Sì          | No      | Sì    | Sì        | No              | No       | No               |
| Ungheria                  | Sì                           | Sì                               | No          | No      | Sì    | Sì        | No              | Sì       | Sì               |
| Islanda                   | Sì                           | Sì                               | No          | No      | No    | Sì        | No              | Sì       | Sì               |
| India                     | Sì                           | Sì                               | Sì          | Sì      | Sì    | Sì        | No              | Sì       | Sì               |
| Indonesia                 | Sì                           | Sì                               | Sì          | Sì      | Sì    | Sì        | No              | No       | No               |
| Iraq                      | Sì                           | No                               | No          | No      | No    | No        | No              | No       | No               |
| Irlanda                   | Sì                           | Sì                               | Sì          | Sì      | Sì    | Sì        | No              | Sì       | Sì               |
| Israele                   | Sì                           | Sì                               | No          | No      | No    | No        | No              | No       | No               |
| Italia                    | Sì                           | Sì                               | Sì          | Sì      | Sì    | Sì        | No              | Sì       | Sì               |
| Costa d'Avorio            | Sì                           | No                               | No          | No      | No    | Sì        | No              | No       | No               |
| Giamaica                  | Sì                           | Sì                               | No          | No      | No    | Sì        | No              | No       | No               |
| Giappone                  | Sì                           | Sì                               | Sì          | Sì      | Sì    | Sì        | Sì              | Sì       | Sì               |
| Giordania                 | Sì                           | Sì                               | No          | Sì      | Sì    | Sì        | No              | No       | No               |
| Kazakistan                | Sì                           | Sì                               | No          | No      | Sì    | Sì        | No              | No       | No               |
| Kenya                     | Sì                           | Sì                               | No          | No      | No    | No        | No              | No       | No               |
| Kuwait                    | Sì                           | Sì                               | No          | Sì      | Sì    | Sì        | No              | No       | No               |
| Kirghizistan              | Sì                           | No                               | No          | No      | Sì    | Sì        | No              | No       | No               |
| Laos                      | Sì                           | No                               | No          | No      | No    | Sì        | No              | No       | No               |
| Lettonia                  | Sì                           | Sì                               | No          | No      | Sì    | Sì        | No              | Sì       | Sì               |
| Libano                    | Sì                           | Sì                               | No          | Sì      | Sì    | Sì        | No              | No       | No               |
| Liechtenstein             | Sì                           | No                               | No          | No      | No    | No        | No              | Sì       | Sì               |
| Lituania                  | Sì                           | Sì                               | No          | No      | Sì    | Sì        | No              | Sì       | Sì               |
| Lussemburgo               | Sì                           | Sì                               | Sì          | No      | Sì    | Sì        | No              | Sì       | Sì               |
| Macao                     | Sì                           | No                               | No          | No      | No    | No        | No              | No       | No               |
| Malaysia                  | Sì                           | Sì                               | Sì          | Sì      | Sì    | Sì        | No              | No       | No               |
| Mali                      | Sì                           | No                               | No          | No      | No    | Sì        | No              | No       | No               |
| Malta                     | Sì                           | Sì                               | No          | No      | No    | Sì        | No              | Sì       | Sì               |
| Mauritius                 | Sì                           | Sì                               | No          | No      | No    | Sì        | No              | No       | No               |
| Messico                   | Sì                           | Sì                               | Sì          | Sì      | Sì    | Sì        | No              | Sì       | Sì               |
| Moldavia                  | Sì                           | Sì                               | No          | No      | No    | Sì        | No              | No       | No               |
| Marocco                   | Sì                           | No                               | No          | No      | No    | No        | No              | No       | No               |
| Mozambico                 | Sì                           | No                               | No          | No      | No    | No        | No              | No       | No               |
| Birmania                  | Sì                           | Sì                               | No          | No      | No    | No        | No              | No       | No               |
| Namibia                   | Sì                           | Sì                               | No          | No      | No    | Sì        | No              | No       | No               |
| Nepal                     | Sì                           | No                               | No          | No      | No    | Sì        | No              | No       | No               |
| Paesi Bassi               | Sì                           | Sì                               | Sì          | Sì      | Sì    | Sì        | No              | Sì       | Sì               |
| Antille Olandesi          | Sì                           | No                               | No          | No      | No    | No        | No              | No       | No               |
| Nuova Zelanda             | Sì                           | Sì                               | Sì          | No      | Sì    | Sì        | No              | Sì       | Sì               |
| Nicaragua                 | Sì                           | Sì                               | No          | No      | Sì    | Sì        | No              | Sì       | Sì               |
| Niger                     | Sì                           | No                               | No          | No      | No    | Sì        | No              | No       | No               |
| Nigeria                   | Sì                           | Sì                               | No          | No      | No    | No        | No              | No       | No               |
| Macedonia del Nord        | Sì                           | Sì                               | No          | No      | No    | Sì        | No              | Sì       | Sì               |
| Norvegia                  | Sì                           | Sì                               | Sì          | No      | Sì    | Sì        | No              | Sì       | Sì               |
| Oman                      | Sì                           | Sì                               | No          | Sì      | Sì    | Sì        | No              | No       | No               |
| Pakistan                  | Sì                           | Sì                               | No          | No      | No    | No        | No              | No       | No               |
| Panama                    | Sì                           | Sì                               | No          | No      | Sì    | Sì        | No              | Sì       | Sì               |
| Papua Nuova Guinea        | Sì                           | No                               | No          | No      | No    | Sì        | No              | No       | No               |
| Paraguay                  | Sì                           | Sì                               | No          | No      | Sì    | Sì        | No              | Sì       | Sì               |
| Perù                      | Sì                           | Sì                               | No          | Sì      | Sì    | Sì        | No              | Sì       | Sì               |
| Filippine                 | Sì                           | Sì                               | Sì          | Sì      | Sì    | Sì        | No              | No       | No               |
| Polonia                   | Sì                           | Sì                               | No          | Sì      | Sì    | Sì        | No              | Sì       | Sì               |
| Portogallo                | Sì                           | Sì                               | Sì          | No      | Sì    | Sì        | No              | Sì       | Sì               |
| Qatar                     | Sì                           | Sì                               | No          | Sì      | Sì    | Sì        | No              | No       | No               |
| Romania                   | Sì                           | Sì                               | No          | No      | Sì    | No        | No              | Sì       | Sì               |
| Russia                    | Sì                           | Sì                               | No          | Sì      | Sì    | Sì        | No              | Sì       | Sì               |
| Ruanda                    | Sì                           | No                               | No          | No      | No    | Sì        | No              | No       | No               |
| Arabia Saudita            | Sì                           | Sì                               | No          | Sì      | Sì    | Sì        | No              | No       | No               |
| Senegal                   | Sì                           | No                               | No          | No      | No    | Sì        | No              | No       | No               |
| Serbia                    | Sì                           | No                               | No          | No      | No    | No        | No              | Sì       | Sì               |
| Singapore                 | Sì                           | Sì                               | Sì          | No      | Sì    | Sì        | No              | No       | No               |
| Slovacchia                | Sì                           | Sì                               | No          | No      | Sì    | Sì        | No              | Sì       | Sì               |
| Slovenia                  | Sì                           | Sì                               | No          | No      | No    | Sì        | No              | Sì       | Sì               |
| Sudafrica                 | Sì                           | Sì                               | No          | No      | Sì    | Sì        | No              | Sì       | Sì               |
| Corea del Sud             | Sì                           | Sì                               | Sì          | Sì      | Sì    | Sì        | No              | No       | No               |
| Spagna                    | Sì                           | Sì                               | Sì          | Sì      | Sì    | Sì        | No              | Sì       | Sì               |
| Sri Lanka                 | Sì                           | Sì                               | No          | No      | No    | Sì        | No              | No       | No               |
| Svezia                    | Sì                           | Sì                               | Sì          | No      | Sì    | Sì        | No              | Sì       | Sì               |
| Svizzera                  | Sì                           | Sì                               | Sì          | No      | Sì    | Sì        | Sì              | Sì       | Sì               |
| Taiwan                    | Sì                           | Sì                               | Sì          | Sì      | Sì    | Sì        | No              | No       | No               |
| Tagikistan                | Sì                           | No                               | No          | No      | No    | Sì        | No              | No       | No               |
| Tanzania                  | Sì                           | Sì                               | No          | No      | No    | Sì        | No              | No       | No               |
| Thailandia                | Sì                           | Sì                               | Sì          | Sì      | Sì    | Sì        | No              | No       | No               |
| Togo                      | Sì                           | No                               | No          | No      | No    | Sì        | No              | No       | No               |
| Trinidad e Tobago         | Sì                           | Sì                               | No          | No      | No    | Sì        | No              | No       | No               |
| Tunisia                   | Sì                           | Sì                               | No          | No      | No    | No        | No              | No       | No               |
| Turchia                   | Sì                           | Sì                               | No          | Sì      | Sì    | Sì        | No              | No       | No               |
| Turkmenistan              | Sì                           | No                               | No          | No      | No    | Sì        | No              | No       | No               |
| Turks e Caicos            | Sì                           | No                               | No          | No      | No    | No        | No              | No       | No               |
| Uganda                    | Sì                           | No                               | No          | No      | No    | Sì        | No              | No       | No               |
| Ucraina                   | Sì                           | Sì                               | No          | Sì      | Sì    | Sì        | No              | Sì       | Sì               |
| Emirati Arabi Uniti       | Sì                           | Sì                               | Sì          | Sì      | Sì    | Sì        | No              | No       | No               |
| Regno Unito               | Sì                           | Sì                               | Sì          | Sì      | Sì    | Sì        | Sì              | Sì       | Sì               |
| Stati Uniti               | Sì                           | Sì                               | Sì          | Sì      | Sì    | Sì        | Sì              | Sì       | Sì               |
| Uruguay                   | Sì                           | Sì                               | No          | No      | Sì    | Sì        | No              | Sì       | Sì               |
| Uzbekistan                | Sì                           | Sì                               | No          | No      | Sì    | Sì        | No              | No       | No               |
| Venezuela                 | Sì                           | Sì                               | No          | No      | Sì    | Sì        | No              | Sì       | Sì               |
| Vietnam                   | Sì                           | Sì                               | No          | No      | Sì    | Sì        | No              | No       | No               |
| Yemen                     | Sì                           | Sì                               | No          | No      | No    | No        | No              | No       | No               |
| Zambia                    | Sì                           | Sì                               | No          | No      | No    | Sì        | No              | No       | No               |
| Zimbabwe                  | Sì                           | Sì                               | No          | No      | No    | Sì        | No              | No       | No               |